# أندريا تشونغ
أندريا تشونغ هي راقصة على الجليد كندية، ولدت في 21 أغسطس 1987 في تورونتو في كندا.

## وصلات خارجية
- أندريا تشونغ على موقع الاتحاد الدولي للتزلج (الإنجليزية)
- أندريا تشونغ على موقع الاتحاد الدولي للتزلج (الإنجليزية)